# Encubridora (película de 1952)
Encubridora (con título original en inglés Rancho Notorious) es una película estadounidense dirigida por Fritz Lang en 1952.

## Sinopsis
Altar Keane es la dueña de "La rueda de la fortuna", un singular rancho escondido entre rocosos cañones, donde Altar da cobijo a todo forajido que le pague el diez por ciento de las ganancias obtenidas en sus delitos. Vern Haskell es un vaquero que busca al hombre que mató a su prometida. Tras una búsqueda incansable alguien le informa de la posibilidad de encontrar a los asesinos de su prometida en el rancho de Altar. Así, Vern decidirá hacerse pasar por un fugitivo para averiguar el paradero de "La rueda de la fortuna" y encontrar el refugio del hombre que le destrozó la vida.

## Reparto
- Marlene Dietrich como Altar Keane
- Arthur Kennedy como Vern Haskell
- Mel Ferrer como Frenchy Fairmont
- Gloria Henry como Beth Forbes
- William Frawley como Baldy Gunder
- Lisa Ferraday como Maxine
- John Raven como Chuck-a-Luck dealer
- Jack Elam como Mort Geary
- George Reeves como Wilson
- Frank Ferguson como Predicador
- Francis McDonald como Harbin